# Aurora College
O Aurora College, anteriormente Arctic College, é uma faculdade localizada nos Territórios do Noroeste, Canadá, com campi em Inuvik, Fort Smith e Yellowknife. O Aurora tem centros de aprendizagem em 23 comunidades nos territórios. A sede do Aurora College está localizada em Fort Smith.
O Aurora College é, essencialmente, a única instituição pós-secundária dentro dos Territórios do Noroeste.